# Euphraise jaune
Odontites luteus
Espèce
L'Euphraise jaune, ou Odontite jaune (Odontites luteus), est une plante annuelle de la famille des Orobanchacées.

## Synonymie et classification
Odontites luteus présente plusieurs synonymes, parmi lesquels:
- Euphrasia lutea L.
- Orthantha lutea (L.) A.Kern. ex Wettst.

Autrefois classée dans le genre Euphrasia, l'Odontite jaune est désormais dans le genre Odontites. De même, l'espèce fut longtemps classée parmi les Scrofulariacées mais a depuis, comme les autres ex-Scrofulariacées hémiparasites (genres Pedicularis, Rhinanthus, Melampyrum, Euphrasia...), rejoint les Orobanchacées.

## Étymologie
Le nom générique Odontites est issu du latin odons, qui signifie "dent", en référence aux étamines munies de pointes, tandis que l'épithète spécifique luteus, qui désigne le jaune en latin, fait référence à la couleur des fleurs.

## Description
Odontites luteus est une plante herbacée annuelle hémiparasite de 10 à 50 cm de haut, fleurissant entre août et octobre. Son port est dressé et ramifié.
Les feuilles sont entières, linéaires, presque lancéolées et à une seule nervure.
Les fleurs sont d'un jaune vif, et groupées en grappes serrées unilatérales. La corolle, de 6-7 mm, est bilabiée, à lèvre inférieure à trois lobes entiers. Le calice, à quatre lobes, est peu renflé.
Le fruit est une capsule ovale.
Formation végétale :  hémicryptophytaie 
Chorologie :  européen méridional 
Inflorescence : racème simple 
Fruit : capsule 
Sexualité : hermaphrodite 
Pollinisation : entomogame 
Dissémination : épizoochore

## Sous-espèces
On compte trois sous-espèces de Odontites luteus:
- Odontites luteus subsp. luteus (L.) Clairv. - la plus répandue en France (moitiés Sud et  Est), Europe du Sud[4]
- Odontites luteus subsp. lanceolatus (Gaudin) P.Fourn. -  localisée en Espagne, en Italie et en France dans les Alpes et les Pyrénées-Orientales[5].
- Odontites luteus subsp. provincialis (Bolliger) J.M.Tison - rare en France (extrême sud-est du pays)[6]

## Habitat
Lieux secs et arides à sol basique et pauvre, pelouses calcaires.

## Répartition
L'Euphraise jaune se retrouve en Europe méridionale et centrale, dans le Caucase, en Asie mineure, en Syrie et en Algérie.
En France, Odontites luteus est présente sur la majeure partie des moitiés Est et Sud de la France continentale, ainsi qu'en Corse, bien que concentrée sur l'est de la région méditerranéenne.

## Protection
En France, l'Odontite jaune est listée comme espèce déterminante à l'inventaire des ZNIEFF continentales dans les régions suivantes : Alsace, Lorraine, Champagne-Ardenne, Picardie, Poitou-Charentes et Rhône-Alpes.
Bien que classée en tant que préoccupation mineure (LC) par l'INPN à l'échelle nationale, Odontites luteus est menacée ou disparue dans plusieurs régions françaises: quasi-menacée (NT) en Lorraine, vulnérable (VU) en Auvergne et en Picardie, en danger (EN) en Alsace, et disparue à l'échelle régionale (RE) en Île-de-France. Notons également que la sous-espèce Odontites luteus subsp. lanceolatus est également classée en danger (EN) en Rhône-Alpes.